# قائمة زملاء الجمعية الملكية المنتخبين في 1661
هذه الصفحة تعرض قائمة زملاء الجمعية الملكية المُنتخبين لعام 1661.

## الزملاء
- Elias Ashmole (1617–1692)
- John Gauden (1605–1662)
- فرانسيس غليسون (1597–1677)
- Sir Robert Harley (1626–1673)
- Mungo Murray (1599–1670)
- Thomas Pockley (d. 1661)
- George Villiers (1628–1687)
- Richard White (b.1661)